# Pristimantis urichi
Espèce
Synonymes
- Hylodes urichi Boettger, 1894
- Eleutherodactylus urichi (Boettger, 1894)

Statut de conservation UICN

 EN A2ae : En danger
Pristimantis urichi est une espèce d'amphibiens de la famille des Craugastoridae.

## Répartition
Cette espèce est endémique de Trinité-et-Tobago. Elle se rencontre sur les îles de la Trinité et de Tobago du niveau de la mer à 936 m d'altitude.

## Description
L'holotype mesure 20,5 mm

## Étymologie
Cette espèce est nommée en l'honneur de Frederick William Urich.

## Publication originale
- Mole & Urich, 1894 : A preliminary list of the reptiles and batrachians of the island of Trinidad, with descriptions of two new species by Professor Dr. Boettger. Journal of the Trinidad Field Naturalists Club, vol. 2, no 3, p. 77-90 (texte intégral).